# Tram van Würzburg
De tram van Würzburg is een onderdeel in het openbaar vervoer van de Duitse stad Würzburg. Het metersporige net met een lengte van 19,7 kilometer wordt door de Würzburger Straßenbahn GmbH geëxploiteerd. De eerste elektrische trams reden al in 1899. Vanaf eind jaren 1980 kwamen al lagevloertrams in dienst.

## Netwerk
Het totale netwerk bestaat (in 2020) uit vijf tramlijnen: de 1 tot en met 5. Afgezien van lijn 4 komen alle lijnen bij het centrale station.

## Materieel

### Huidig
- GTW-D8 In 1967 en 1968 werden door Düwag 10 zesassige gelede trams van het type GTW-D6 geleverd. In 1982 zijn deze tweedelige trams met een middendeel verlengd tot driedelige trams, zodat ze even lang werden als 8 achtassers (GTW-D8) uit 1975. Er zijn er nog 6 stuks van in dienst (2020).
- GT-E In 1988 en 1989 werden door LHB 14 achtassige gelede trams van het type GT-E geleverd. Deze hebben een klein deel in het midden met een lage vloer.
- GT-N In 1996 werden door LHB 20 zesassige gelede trams van het type GTW-D6 geleverd. Deze hebben een volledige lage vloer.

### Toekomstig
- Vamos Van 2022 tot 2024 worden van HeiterBlick 18 lagevloertrams van het type GT-F geleverd.[1] Deze vijfdelige lagevloertrams zullen de kortere driedelige wagens gaan vervangen.